# Мечеть аль-Ансар

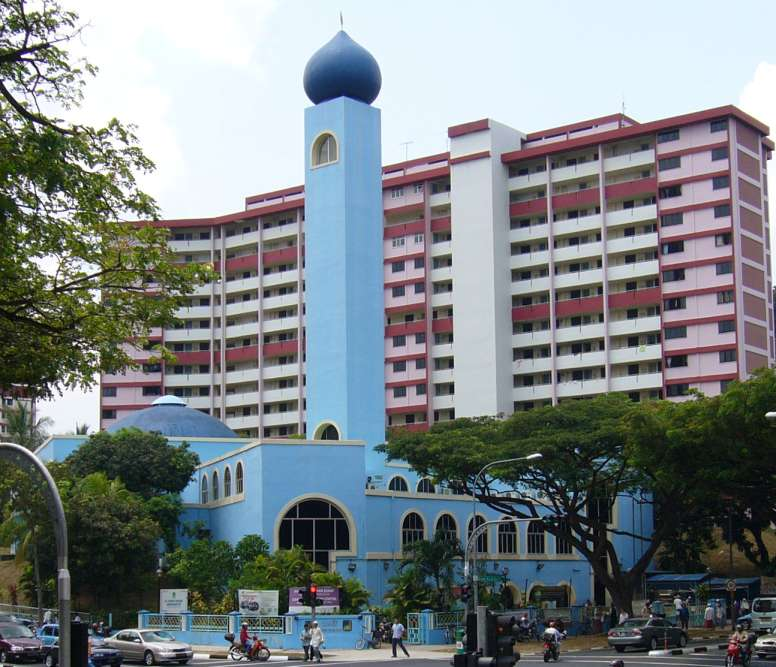
Мечеть Аль-Ансар

Мече́ть аль-Анса́р (малай. Masjid Аl-Ansar или Аl-Ansar Mosque) — мечеть в Сингапуре. Одна из первых, построенных по программе Строительного фонда Мечетей. Мечеть была закончена в 1981 году.

## История и архитектура
Мечеть может разместить одновременно 3000 человек. Это также одна из немногих мечетей, которая организовывает религиозные классы на тамильском языке.
Мечеть сделана без всяких излишеств, на фоне окружения выделяется лишь высоким голубым минаретом с синим куполом.